# هيرويوكي كاتاياما
هيرويوكي كاتاياما (11 سبتمبر 1986 فوجيوكا اليابان - ) هو لاعب كرة قدم ياباني يلعب كمهاجم.